# Ламашени (Сучава)
Ламашени (рум. Lămășeni) насеље је у Румунији у округу Сучава у општини Радашени. Oпштина се налази на надморској висини од 357 m.

## Становништво
Према подацима из 2002. године у насељу је живело 1366 становника, од којих су сви румунске националности.